# Georgie
Georgie (ジョージィ！?, Jōjī!) è un manga scritto da Mann Izawa e disegnato da Yumiko Igarashi, pubblicato nel 1982 e ambientato nel XIX secolo tra l'Australia e l'Inghilterra, che racconta le avventure di una ragazza alla ricerca delle proprie origini. Il grande successo del manga ha portato alla produzione di una serie anime in 45 episodi trasmessa in Giappone nel 1983, intitolata (nella sua edizione originale) Lady Georgie (レディジョージィ?, Redi Jōjī).
In Italia, il manga, è stato pubblicato in tre edizioni, la prima sul settimanale Candy Tv Junior negli anni ottanta edita da Fratelli Fabbri, con tavole ribaltate, colorate e censurate la cui pubblicazione si interruppe prima dalla fine della storia; la seconda edita dalla Star Comics dal 1994 al 1995 e, come molti manga del periodo, le tavole sono ribaltate e con una foliazione diversa rispetto ai volumi originali; una terza in quattro volumi con sovraccoperta è stata edita nel 2009 dalla Magic Press con il senso di lettura originale e molte tavole a colori. Inoltre il Gruppo Fabbri Editori ha pubblicato due romanzi su Lady Georgie: Il romanzo di Georgie e Il 2º romanzo di Georgie.
La serie anime è stata trasmessa in italiano, mantenendo il titolo del manga, su Italia 1 dal 17 settembre al 22 dicembre 1984.
Nel 2016 in Italia è stata realizzata anche una versione teatrale musicale dal titolo “Georgie il Musical”, autoprodotta da Capture Studio, andata in scena al Teatro Sistina di Roma nel maggio 2016 e poi in tour in tutta Italia.

## Trama
La serie è ambientata a metà del XIX secolo, quando l'Australia era ancora una colonia penale dell'Inghilterra. Una sera, durante un terribile temporale, il signor Eric Buttman, un agricoltore che vive vicino a Sydney, mentre è nel bosco con i suoi figli Abel e Arthur soccorre una donna che ha le gambe schiacciate da un albero caduto a causa di un fulmine. La donna, Sophie, gli affida la figlia Georgie, ancora in fasce, e gli consegna un braccialetto come ricordo, raccontando all'uomo che era fuggita dal vicino campo di prigionia, dove era stata deportata dall'Inghilterra insieme al marito.
Eric decide di prendere con sé la bambina e portarla a casa. La moglie Mary però fa molta fatica ad accettarla, sia per le sue origini oscure, essendo i veri genitori due deportati, sia per il timore che, crescendo, la ragazza possa far diventare rivali i due figli, Abel ed Arthur.
La famiglia Buttman decide di non far sapere a Georgie che è una figlia adottiva, così la bambina cresce felice e spensierata insieme a quelli che crede essere i suoi fratelli di sangue. Nell'anime, Eric Buttman muore a causa di un'emorragia interna allo stomaco causata dal salvataggio di Georgie da un incidente con la canoa su un fiume, lasciando Mary sola ad occuparsi della famiglia. In seguito a questo evento la donna diventa ancora più amareggiata dalla presenza di Georgie, che, in fondo al cuore, ritiene responsabile della morte del marito, e così il loro rapporto diventa sempre più freddo e difficile. Abel ed Arthur, al contrario, sono molto affezionati alla "sorellina" e fanno di tutto per proteggerla. Ciò non fa che accrescere i timori della madre, che tenta di ostacolare il loro rapporto con Georgie.
Passano gli anni e i tre fratelli diventano adolescenti. Abel e Arthur, sapendo di non avere legami di sangue con Georgie, col passare del tempo si innamorano entrambi di lei. La ragazza, invece, non conoscendo la verità, li vede solo come due fratelli maggiori.
Abel, il fratello più grande, non riuscendo a soffocare il suo sentimento, ad un certo punto decide di allontanarsi dalla famiglia, imbarcandosi come marinaio, ma non riuscendo a dimenticarla, dopo un anno e mezzo ritorna a casa, intenzionato a confessarle il suo amore. Questo proposito lo condurrà ad un aspro litigio con il fratello minore Arthur, che, pur altrettanto innamorato, è però timoroso di rattristarla se le rivelasse che i Buttman non sono la sua vera famiglia. Scoperti dalla madre mentre si picchiano, lei gli rivela che i veri genitori di Georgie erano dei deportati, dettaglio che loro non conoscevano e che in un primo momento li lascia sconvolti, ma che poi considerano irrilevante.
Nel frattempo Georgie incontra Lowell J. Gray, il nipote del Governatore di Sydney, e ben presto i due si innamorano. La notte prima della partenza di Lowell per l'Inghilterra i due si promettono di rivedersi quando lui sarà ritornato dopo sei mesi. La signora Buttman però scopre che Georgie ha visto l'amato e, disperata per la difficile situazione familiare che si è creata, sfoga su Georgie tutto il suo rancore represso: non solo l'accusa di aver messo Abel ed Arthur l'uno contro l'altro, ma la caccia di casa rivelandole con aggressività che è la figlia di un deportato. Georgie, sconvolta dalla rivelazione, scappa dalla casa sotto la pioggia senza sapere dove andare e scivola sulla riva di un fiume in piena, cadendoci dentro e rischiando di annegare. Arthur le corre dietro e si tuffa per salvarla, per poi portarla a casa dello zio Kevin, un contadino e amico di famiglia che conosce tutta la storia.
Mary Buttman prova immediatamente un forte senso di colpa per quanto accaduto, avendo capito che in realtà è stata lei stessa a distruggere la sua famiglia a causa del suo rancore. Quando Georgie si risveglia vuol conoscere tutta la verità e Kevin le racconta tutto, dicendole che però nessuno ha mai scoperto l'identità dei suoi genitori, nonostante le ricerche fatte. Georgie si sente quindi sola e abbandonata, ma Abel e Arthur le dicono che non l'abbandoneranno mai. Arthur fa ritorno a casa dalla madre da solo, mentre Abel si trattiene ancora un po' con Georgie per dirle che la ama e la vuole sposare, ignaro però che lei ami Lowell, cosa di cui Arthur invece è al corrente. Il giorno dopo Georgie decide di lasciare l'Australia per andare in Inghilterra, sia per rivedere Lowell sia per cercare di scoprire le sue vere origini, sperando che il braccialetto possa esserle d'aiuto.
Non appena Abel e Arthur lo vengono a sapere, corrono al porto sperando di fermarla e riportarla indietro, ma la nave è già partita, per cui Abel decide di prenderne un'altra, mentre Arthur ritorna a casa perché non se la sente di abbandonare la madre. Tuttavia quando la raggiunge la vede morire a letto di crepacuore per aver perso i suoi figli. A questo punto, dopo il funerale, Arthur decide di partire anche lui per l'Inghilterra perché vuole far sapere ai fratelli che la madre è morta.
A Londra Georgie ritrova Lowell e tra i due nasce un intenso ma travagliato rapporto: Lowell infatti, anche se in realtà ama Georgie, è ufficialmente fidanzato con Elisa, nipote del Duca Dangering, e per infrangere questo legame deciso dalla famiglia dovrebbe rinunciare ai diritti di nobile. Dopo la fuga di Lowell con Georgie da Londra, i due devono però separarsi perché Lowell si è ammalato di tubercolosi ma per sopravvivere ha bisogno di un'operazione costosa, cosa che né lui né Georgie possono permettersi, per cui Georgie, pur di salvargli la vita, rinuncia al suo amore e lo riporta da Elisa, che potrà farlo curare.
Nel frattempo Georgie riesce a scoprire che il suo vero padre è il Conte Fritz Gerald. Costui, accusato ingiustamente dal Duca Dangering di aver tentato di assassinare la regina Vittoria, fu condannato all'ergastolo e poi fu deportato in un campo di lavori forzati nella colonia penale australiana, dove restò per 12 anni prima di beneficiare di un'amnistia. A dimostrare la sua innocenza è fondamentale il contributo di Arthur. Il ragazzo infatti, mentre era sulla nave per arrivare a Londra, ha scoperto un contrabbando di oro del Duca Dangering e di suo figlio Arwin, così è stato catturato e imprigionato da loro per impedirgli di aprire bocca, e durante la prigionia Arwin gli confida che fu in realtà Dangering stesso ad aver tentato di assassinare la regina. In prigione Arthur viene torturato e drogato, cadendo in uno stato di depressione e dipendenza.

### Finale del manga
Per salvare Arthur, Abel decide di sostituirsi a lui nelle prigioni dei Dangering, per guadagnare tempo. Purtroppo, durante la fuga, Arthur è preso da una forte crisi di astinenza dalle droghe e cade nel Tamigi, sotto gli occhi increduli dei suoi salvatori. Abel, scoperto da Arwin, finisce per ucciderlo accidentalmente e, per questo crimine, viene condannato alla fucilazione. Il Conte Gerald si attiva subito per liberare il ragazzo, mentre Georgie, aiutata da Maria, decide di visitare Abel. In cella, Georgie e Abel lasciano liberi i loro sentimenti e Georgie rimane incinta. Poiché i testimoni del Conte Gerald arrivano in ritardo, Abel decide di non morire invano e rivela le losche trame di Dangering, il quale, adirato, afferra un fucile e lo colpisce. Abel cade tra le braccia di Georgie, che fa appena in tempo a fargli sapere che il loro incontro d'amore l'ha lasciata incinta di suo figlio. Abel muore subito dopo.
Anni dopo, Georgie, ormai diventata madre, decide di ritornare in Australia. Il bimbo è identico ad Abel e pertanto viene chiamato Abel Jr. Al ritorno in Australia, Georgie vede davanti a sé Arthur e, con sua sorpresa, il ragazzo rivela di essere stato trovato da una nave diretta in Australia e curato dalla dipendenza dallo zio Kevin. Georgie, il piccolo Abel Jr e Arthur si allontanano così insieme nello sconfinato paesaggio australiano.

### Finale dell'anime
L'anime ha una conclusione diversa, più rapida ma soprattutto meno tragica. Subito dopo che Georgie e il suo vero padre si incontrano e si conoscono, riescono a liberare Arthur grazie all'aiuto di Abel e di Maria Dangering, la fidanzata di Arthur e sorella minore di Arwin, il quale muore cadendo da un cavallo mentre tenta di fermare l'evasione. Dopo che il casato dei Gerald è stato riabilitato, Georgie rinuncia per sempre a Lowell, che rivede un'ultima volta a fianco di Elisa ad un ballo. Anche Arthur, pur provando riconoscenza per Maria, non si lega a lei. Georgie, Abel e Arthur decidono di tornare in Australia per ritornare a vivere nei luoghi in cui sono cresciuti.

## Personaggi

### Protagonisti

Georgie in un fotogramma tratto dal 26º episodio della serie animata

Georgie Gerald
Doppiata da: Yuriko Yamamoto (ed. giapponese), Antonella Baldini (ed. italiana)
È la bellissima figlia adottiva dei coniugi Buttman, e quindi sorella adottiva di Abel e Arthur (ha tre anni meno di Abel e due meno di Arthur). E' amata senza riserve sia dai suoi fratelli, che sono molto protettivi nei suoi confronti e dal padre adottivo, ma è malvista dalla madre e spesso è fredda e severa nei suoi confronti e sebbene Georgie non ne capisce il perché continua a volerle bene. All'inizio non sa di essere la figlia di un deportato, il Conte Fritz Gerald, e di sua moglie Sophie. Ma quando viene a saperlo e dopo essere venuta a conoscenza delle sue origini inglesi è determinata a scoprire la verità e a ritrovare il suo vero padre, per questo decide di fingersi un maschio, Joe Buttman, per imbarcarsi e andare a Londra a cercarlo oltre che a volersi riunire con Lowell. A spingerla a prendere questa decisione coraggiosa, è anche il desiderio che sua madre e i suoi fratelli maggiori trovino la felicità senza dover più soffrire a causa sua, avendo compreso che sia Abel ed Arthur sono fortemente innamorati di lei, rimanendone non poco turbata e sconvolta. Arrivata là, alla fine della serie riesce a trovare insieme ad Abel il padre Fritz, ma poi dopo aver liberato il fratello Arthur, desidera tornare in Australia per vivere nei luoghi in cui è cresciuta insieme ai fratelli e dove è sempre stata felice e libera. Ciò che la contraddistingue è un braccialetto d'oro che porta al polso fin da bambina, un braccialetto con gemme rosse e con lo stemma del casato dei Gerald, che l'avrebbe potuta aiutare a ritrovare la sua famiglia. È una ragazza coraggiosa, ribelle, buona, spontanea e sognatrice, è molto affezionata ai suoi due fratelli e ama tantissimo Lowell, di cui si innamora a prima vista e con il quale progetta di sposarsi. Georgie seppur col cuore spezzato, con un grande gesto di amore e di sacrificio, rinuncia a lui quando le condizioni di Lowell lo portano quasi alla morte e si rende conto che solo Elisa dispone dei soldi per farlo guarire. Ritorna infine in Australia insieme ad Abel e ad Arthur con i quali si è riappacificata.
Abel Buttman
Doppiato da: Eiko Yamada (bambino), Hideyuki Hori (ragazzo) (ed. giapponese), Massimiliano Manfredi (bambino), Oreste Baldini (ragazzo) (ed. italiana)
È il fratello maggiore di Arthur e anche il fratello maggiore (adottivo) di Georgie, ha un carattere forte, passionale e deciso e a volte diventa molto violento e aggressivo. È follemente innamorato di Georgie fin da ragazzo, e al contrario di Arthur che vuole solo la sua felicità, egli fa di tutto per averla essendo il suo sentimento molto istintivo e passionale. Inizia poi a invaghirsi di una ragazza di nome Becky il quale la invita per il suo compleanno ma scopre di non ricambiarla in quanto è innamorato di Georgie. In un episodio, quest’ultimo si imbarca decidendo di voler essere un marinaio e inizia una relazione con Jessica, di cui però non è mai stato innamorato. Al suo ritorno vuole dichiararsi a Georgie ma Arthur glielo impedisce capendo che anche quest’ultimo è innamorato di lei e i due litigano arrivando a picchiarsi. Quando poi Georgie scopre di non essere figlia dei Buttman Abel si dichiara a lei e appena quest’ultima parte per L’Inghilterra con lo scopo di scoprire le sue origini, lui non esita a seguirla e si imbarca andando in Inghilterra, ma non è al corrente del fatto che Georgie sia innamorata di Lowell, cosa di cui invece Arthur è al corrente. Quando poi lo scopre ci rimane molto male ma poi capisce che deve trattarla davvero come se fosse sua sorella. I due poi riescono a salvare Arthur da una prigione e decidono di ritornare tutti e tre in Australia.
Arthur Buttman
Doppiato da: Reiko Kitō (bambino), Isao Nagahisa (ragazzo) (ed. giapponese), Corrado Conforti (bambino), Fabrizio Manfredi (ragazzo) (ed. italiana)
È il fratello minore di Abel (ha un anno in meno) e anche il secondo fratello maggiore (adottivo) di Georgie. Al contrario di Abel ha un carattere razionale, calmo, affidabile e dolce, ma è anche molto coraggioso. Anch'egli si innamora di Georgie, ma non glielo rivela per non farle scoprire che non è figlia dei Buttman e per evitarle un duro colpo e dolore, infatti l'amore di Arthur per Georgie per quanto sia grande, è diverso da quello di suo fratello Abel, in quanto sarebbe disposto anche a morire o a soffrire in eterno pur di vederla serena e di proteggerla, e questo dimostra quanto egli sia forte di natura. Più volte fa di tutto per evitare che Abel, a causa dei suoi sentimenti, riveli la verità a Georgie e pur di non perderla, cerca di impedire al fratello di farle del male ricorrendo anche alla violenza. Parte per l'Inghilterra per ritrovare i fratelli dopo la morte della madre, ma è catturato e imprigionato dal Duca Dangering, avendo scoperto i suoi traffici illeciti e subisce quotidiane torture. Durante la prigionia è conosciuto sotto il falso nome di Cain e diviene il fidanzato di Maria, innamorata sinceramente di lui nonché figlia del suo carceriere e la quale per amor suo lo aiuterà a scappare per salvarsi. Alla fine i fratelli riescono a salvarlo e tornano in Australia più uniti che mai.
Lowell J. Gray
Doppiato da: Yūji Mitsuya (ed. giapponese), Riccardo Rossi (ed. italiana)
Affascinate nipote del Governatore di Sydney dalla personalità riservata, elegante e risoluta, inizia a provare qualcosa per Georgie quando si reca in Australia per l'inaugurazione della ferrovia e dopo averla conosciuta, capisce di esserne davvero innamorato. È già ufficialmente fidanzato con Elisa Dangering, che è una ragazza molto gelosa e possessiva. È stato cresciuto dalla nonna, a cui è tanto legato. Pur di rimanere accanto all'amata Georgie, fugge con lei e cercano di rifarsi insieme una vita. Ad un certo punto però si ammala gravemente di tubercolosi e le sue condizioni peggiorano al punto da rischiare di morire, perciò Georgie è costretta a lasciarlo e portarlo da Elisa per salvarlo. I due si daranno a fine serie un ultimo e sofferto addio, con Lowell che riconoscerà l'immensa generosità di Georgie e la ricorderà per sempre come il suo grande amore.

### Australia
Mary Buttman
Doppiata da: Miyuki Ueda (ed. giapponese), Serena Spaziani (ed. italiana)
È la madre adottiva di Georgie e madre biologica dei suoi fratelli. Fin da quando è stata trovata ancora in fasce dal marito, non vede di buon occhio la figlia adottiva per paura che questa, in quanto figlia di un deportato, possa essere solo una fonte di guai e problemi per la famiglia e, soprattutto, teme tantissimo che i suoi figli, crescendo, si innamorino di lei, finendo per mettersi l'uno contro l'altro. Di natura cinica, attenta e molto paranoica, fa sempre di tutto pur di tenere separati i suoi due figli da Georgie ed impedire che diventino rivali, ma ciò non è dettato da cattiveria ma da una viscerale paura e dall'amore incondizionato che nutre per Abel ed Arthur. Il ribrezzo verso la ragazza comincia ad accentuarsi quando l'amato marito muore per salvare proprio Georgie, facendo ricadere su di lei tutto il peso del lavoro della fattoria e di crescere i tre fratelli come meglio può. Quando le sue paure si concretizzano, il rancore covato e cresciuto negli anni la spinge a rivelare in preda alla rabbia a Georgie che in realtà è figlia di un deportato. Quando anche Abel ed Arthur scappano per cercare Georgie, Mary capisce di aver distrutto lei stessa la sua famiglia a causa delle sue ansie e quando viene a sapere che Georgie, alla quale in realtà capisce di aver sempre voluto bene, a causa della rivelazione, ha deciso di partire per l'Inghilterra, per il fortissimo dispiacere e il senso di colpa, muore di crepacuore.
Eric Buttman
Doppiato da: Masane Tsukayama (ed. giapponese), Giuliano Santi (ed. italiana)
Marito di Mary e padre biologico di Abel e Arthur. Appare solo nei primi quattro episodi, quando muore per un colpo allo stomaco, ricevuto nel tentativo di fermare la canoa trascinata dalla corrente del fiume, sulla quale sta la piccola Georgie. È un uomo gentile e forte, ed è lui ad aver trovato Georgie in braccio alla madre morente e ad averla soccorsa e accolta in casa.
Zio Kevin
Doppiato da: Kyōsuke Maki (ed. giapponese), Aldo Barberito (ed. italiana)
Il vicino di casa dei Buttman, è un uomo saggio, deciso e risoluto molto affezionato ai tre giovani fratelli e dà loro molti consigli, in particolare ad Abel e ad Arthur quando entrambi durante la loro adolescenza, capiscono di essersi innamorati della bella Georgie. Essendo una figura tanto presente nella loro vita, i ragazzi lo considerano come una sorta di padre adottivo mentre per Mary è una colonna su cui poter contare e con il quale riesce a sfogarsi. Conosce tutta la storia di Georgie e sarà lui in presenza di Abel ed Arthur a raccontare alla ragazza la storia sulla sua adozione. Ha un vecchio cane da caccia, Junior, che è molto amico di Georgie, al punto che si farà portare da lei in Inghilterra. Per chiamarlo bisogna dire "Barone William Adams Junior!".
Becky Clarke
Doppiata da: Mīna Tominaga (ed. giapponese), Susanna Fassetta (ed. italiana)
È una ragazza che si innamora di Abel e anche se dà a vedere di apprezzare l'amicizia dei suoi fratelli cerca in più occasioni di sbarazzarsene, in particolare vuole allontanare il più possibile Georgie da Abel. Becky è la prima ragazza per cui Abel prova un interesse particolare, ma scoprendo che lei lo ama in maniera infantile, il ragazzo si accorge di provare un sentimento più profondo per Georgie.
Jessica
Doppiata da: Eiko Yamada (ed. giapponese), Cristina Boraschi (ed. italiana)
Una bella ragazza che vive nei pressi del porto. Si innamora di Abel dal primo momento in cui lo vede e dopo averlo aspettato durante il suo primo viaggio in nave continua a restargli accanto anche al suo ritorno, pur sapendo di non essere ricambiata. Quando Georgie si reca al porto vestita da ragazzo, Jessica l'aiuta a partire per Londra fingendo di non accorgersi della sua identità, sperando di poter avere finalmente Abel tutto per sé.

### Inghilterra
Catherine Barnes
Doppiata da: Mami Koyama (ed. giapponese), Susanna Fassetta (ed. italiana)
Bambina di 9 anni che insieme al padre sta per fare ritorno in Inghilterra. Al porto Incontra Georgie travestita da maschio, e subito se ne infatua, ostinandosi a crederlo il suo principe azzurro e costringendo capricciosamente tutti ad assecondare le sue infantili fantasie. È romantica, sognatrice, sdolcinata, gelosa, ostinata e capricciosa; ma quando sulla nave si scoprirà che Georgie è una ragazza, proprio per aver salvato la bambina dall'annegamento e dagli squali, lei non si sentirà ingannata, anzi, le diventerà molto amica e quando sbarcheranno a Londra, chiederà ai genitori di ospitarla in casa loro, mentre è alla ricerca di Lowell.
Visconte Barnes
Doppiato da: Kei Tomiyama (ed. giapponese), Stefano Carraro (ed. italiana)
È il padre di Catherine, un uomo gentile e con molti rapporti nell'alta società, in particolare con il duca Dangering dal quale riceve l'incarico di organizzare le nozze tra Elisa e Lowell. È estremamente paziente con la figlia e con i suoi capricci.
Signora Barnes
Doppiata da: Minori Matsushima (ed. giapponese), Roberta Paladini (ed. italiana)
La madre di Catherine. Come lei è molto vivace e loquace e asseconda la figlia nei suoi desideri e nella sua precoce crescita dei sentimenti d'amore.
Dottor Skiffens Gerald
Doppiato da: Hiroshi Arikawa (ed. giapponese), Giorgio Locuratolo (ed. italiana)
Fratello del Conte Fritz Gerald, quindi zio di Georgie, che si reca in Australia su richiesta di suo fratello per ritrovarla, senza tuttavia riuscirci. La ritrova invece su una nave diretta in Inghilterra, quando nota che il marinaio Joe Buttman, ossia Georgie travestita da maschio, porta al polso il braccialetto che apparteneva alla madre Sophie. Pochi minuti dopo averla riconosciuta muore a causa del veleno presente in una tazza di tè che era indirizzata a Georgie, facendo in tempo a dirle solo che suo padre si trova a Londra.
Duca Dangering
Doppiato da: Yoshirō Kitahara (ed. giapponese), Silvano Tranquilli (ed. italiana)
È l'antagonista principale della storia. Padre di Arwin e Maria, nonché zio di Elisa, mette sempre i bastoni fra le ruote a tutti coloro che si oppongono al matrimonio della nipote con Lowell, visto che tale matrimonio gli farebbe assumere molto più potere. A Londra cattura Arthur e lo imprigiona perché quest'ultimo sulla nave ha scoperto un suo contrabbando di oro. Mentre è imprigionato viene a sapere anche che è lui il vero attentatore alla vita della regina Vittoria, e che, dopo che l'assassinio è fallito, ha accusato ingiustamente il Conte Fritz Gerald, padre biologico di Georgie, che poi fu deportato in Australia.
Elisa Dangering
Doppiata da: Sakiko Tamagawa (ed. giapponese), Laura Mercatali (ed. italiana)
Nipote di Dangering e fidanzata ufficiale di Lowell per una scelta della famiglia, è molto gelosa di lui, ha un carattere altezzoso, capriccioso e antipatico. All'inizio, Lowell per lei è come un capriccio, ma quando lui si ammala di tubercolosi, capisce che lei lo ama veramente.
Arwin Dangering
Doppiato da: Shō Hayami (ed. giapponese), Oliviero Dinelli (ed. italiana)
Il perfido figlio di Dangering, che non fa altro che torturare e seviziare Arthur durante la sua prigionia. Muore cadendo da un cavallo mentre insegue la carrozza con cui Arthur sta scappando.
Maria Dangering
Doppiata da: Runa Akiyama (ed. giapponese), Francesca Guadagno (ed. italiana)
Graziosa figlia del Duca e sorella minore di Arwin. Molto dolce e romantica, ama profondamente Arthur, conosciuto col falso nome di Cain, e lo considera suo fidanzato. Aiuta Abel e Georgie a liberarlo perché capisce che sarebbe morto se fosse rimasto imprigionato. Arthur è riconoscente del suo amore, ma nonostante provi un sincero affetto e un senso di gratitudine per lei, non le corrisponde ma conserverà per sempre un bel ricordo di lei.
Emma e Dick
Doppiati rispettivamente da: Run Sasaki e Hiroshi Takemura (ed. giapponese), Barbara Castracane e Rory Manfredi (ed. italiana)
Sono una coppia di giovani sposi che Georgie incontra in un quartiere di Londra. Quando il duca Dangering si mette sulle tracce di Georgie, Emma e Dick le offrono ospitalità.
Joy
Doppiata da: Yōko Asagami (ed. giapponese), Barbara De Bortoli (ed. italiana)
Una ragazzina povera che si guadagna da vivere vendendo fiammiferi a Londra. Incontra Abel appena sbarcato in Inghilterra e gli offre ospitalità mentre lui è alla ricerca di Georgie.
Conte Fritz Gerald
Doppiato da: Masaaki Tsukada (ed. giapponese), Rodolfo Bianchi (ed. italiana)
Il padre biologico di Georgie, deportato in Australia con la moglie per essere stato accusato ingiustamente dal Duca Dangering di aver tentato di assassinare la regina Vittoria, piano architettato in realtà da Dangering stesso. Quando viene a sapere che Georgie si trova a Londra inizia a cercarla e la trova nel 44º e penultimo episodio. È un uomo colto, forte e gentile che ha molto a cuore diversi valori morali come l'integrità e l'onestà.
Sophie Gerald
Doppiata da: Kumiko Takizawa (ed. giapponese), Cristina Boraschi (ed. italiana)
La bella madre biologica di Georgie, moglie del Conte Fritz Gerald, deportata in Australia insieme a lui. Appartiene a lei il braccialetto che Georgie porta con sé fin da bambina. Compare solo in un flashback.

### Altri personaggi
Kenny
Doppiato da: Hirotaka Suzuoki (ed. giapponese), Giovanni Petrucci (ed. italiana)
Marinaio burbero e disonesto. Per amicizia di Jessica accetta la sua richiesta di accogliere a bordo Joe (Georgie) come mozzo nella nave per l'Inghilterra, e tenterà di eliminarlo durante il viaggio in quanto lo ritiene testimone di un suo furto.
Conte Wilson
Doppiato da: Mario Milita (ed. italiana)
Un uomo anziano amico del conte Gerald. Aiuta Georgie, Abel e Maria a liberare Arthur dalla prigione.

## Edizione italiana

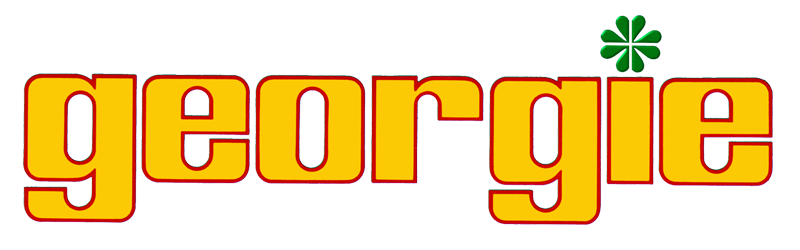
Logo internazionale della serie animata

La serie anime ha esordito il 17 settembre 1984 su Italia 1, con una programmazione a giorni alterni (ogni martedì, giovedì e sabato) nella fascia preserale (ad eccezione della prima settimana, quando è stato proposto da lunedì a sabato). L'edizione italiana è stata curata da Ludovica Bonanome, il doppiaggio è stato effettuato presso lo studio Arizona sotto la direzione di Francesco Marcucci e l'adattamento dei dialoghi dello stesso Marcucci, Luciano Setti e Romano Migliorini. La narrazione in lingua originale è di Yasuko Endou, mentre in italiano è di Alina Moradei.
L'edizione italiana presenta il brano Georgie di Cristina D'Avena come sigla di apertura e chiusura, mentre per il video sono state mantenute le sigle originali con la sola localizzazione dei crediti. I crediti italiani inseriti in una prima versione della sigla finale, successivamente corretta, contengono delle discrepanze rispetto a quanto riportato sul disco del brano. Nella titolazione affidata allo Studio Mafera di Roma, è riportato che la canzone di "Georgie" è stata scritta da Alessandra Valeri Manera ed arrangiata dal musicista Augusto Martelli. Nella dicitura del disco è invece riportato che il brano è stato scritto da Vlaber (nome d'arte di Vladimiro Albera) e musicato da Alberto Baldan Bembo (fratello del noto cantautore Dario Baldan Bembo).
Dal 14 giugno 2021 la serie è stata trasmessa su Italia 1 per la prima volta in versione rimasterizzata. In quest'edizione la sigla è stata sostituita con un nuovo montaggio di immagini della serie.

## Episodi
| Nº | Titolo italiano Giapponese 「Kanji」 - Rōmaji | In onda           | In onda           |
| Nº | Titolo italiano Giapponese 「Kanji」 - Rōmaji | Giapponese        | Italiano          |
| 1  | Il segreto del braccialetto 「腕輪の秘密」 - udewa no himitsu | 9 aprile 1983     | 17 settembre 1984 |
| 1  | La piccola Georgie viene adottata dalla famiglia Buttman e vive felice nella loro fattoria, in Australia. La bambina ignora le sue vere origini, a cui è legata solo da un braccialetto, e crede Abel e Arthur i suoi veri fratelli. Quando perde il braccialetto vicino a degli alberi e suo padre si accorge che non ce l'ha più al polso le dice di andare subito a cercarlo perché è molto importante per lei. |                   |                   |
| 2  | Tutti al lavoro! 「父さんの約束」 - tōsan no yakusoku | 16 aprile 1983    | 18 settembre 1984 |
| 2  | Il padre adottivo di Georgie costruisce una piattaforma su un albero per i tre ragazzi e mentre gli altri sono al lavoro, Georgie trova un piccolo koala, decide di tenerlo con sé e di chiamarlo Lupp. |                   |                   |
| 3  | Sull'isola Lucertola 「トカゲ島のできごと」 - tokage shima nodekigoto | 23 aprile 1983    | 19 settembre 1984 |
| 3  | Abel, Arthur e Georgie vanno insieme al padre a fare una gita sull'isola Lucertola. Al ritorno Georgie sta per essere portata via dalla corrente con la canoa e il padre per salvarla resta ferito alla gamba sinistra e si procura una lesione interna allo stomaco. |                   |                   |
| 4  | La malattia del papà 「父さん、死んじゃいや！」 - tōsan , shinji yaiya ! | 30 aprile 1983    | 20 settembre 1984 |
| 4  | A causa della lesione allo stomaco la salute del padre di Georgie è più grave di quella che sembrava, e nonostante le attenzioni e le cure di tutti, muore il giorno dopo, facendo in tempo a raccomandare alla moglie di trattare sempre la piccola come se fosse una vera figlia. |                   |                   |
| 5  | La nostra fattoria 「牧場を売らないで…」 - bokujō wo ura naide ... | 7 maggio 1983     | 21 settembre 1984 |
| 5  | Mary Buttman vuole vendere la fattoria, ma i tre ragazzi, a cominciare da Georgie, riescono a dissuaderla e le promettono che si occuperanno loro di tutto il lavoro necessario per mandarla avanti. |                   |                   |
| 6  | Sogni 「兄妹のすてきな夢」 - kyōdai nosutekina yume | 14 maggio 1983    | 22 settembre 1984 |
| 6  | L'arrivo alla fattoria di Hockins, un attore girovago, dà modo ai tre fratelli di confessare i loro sogni segreti: Abel vuole diventare marinaio, Arthur vuole occuparsi della fattoria come ha promesso e Georgie, anche se non ha il coraggio di dirlo agli altri, sogna di diventare una brava moglie. |                   |                   |
| 7  | L'attore girovago 「なくなったブレスレッド」 - nakunatta buresureddo | 21 maggio 1983    | 25 settembre 1984 |
| 7  | Hockins, disperato, ruba il braccialetto di Georgie per pagarsi il passaggio in nave fino in Inghilterra, ma viene scoperto e solo la bontà della bambina, che capisce perché l'ha fatto, gli permette di non essere arrestato. |                   |                   |
| 8  | Scuola... che passione! 「友だちはいじめっ子？」 - tomo dachihaijimetsu ko ? | 28 maggio 1983    | 27 settembre 1984 |
| 8  | Abel, Arthur e Georgie conoscono Kate, una suora che ha organizzato una scuola domenicale nel paese vicino e andando a trovarla fanno amicizia per la prima volta con gli altri ragazzi. |                   |                   |
| 9  | Il cambiamento di Abel 「おかしなアベル」 - okashina aberu | 4 giugno 1983     | 29 settembre 1984 |
| 9  | Stando insieme agli altri ragazzi della scuola domenicale, Abel, che è ormai cresciuto, si vergogna della compagnia di Georgie e la tratta freddamente finché lei, per cercarlo, si trova in una brutta situazione. |                   |                   |
| 10 | Un regalo per mamma 「母さんが笑った!」 - kaasan ga waratta ! | 11 giugno 1983    | 2 ottobre 1984    |
| 10 | Georgie, Abel ed Arthur preparano dei regali per la madre, la quale, preoccupata per l'atteggiamento di Abel nei confronti di Georgie, cerca di tenerli occupati il più possibile con i lavori della fattoria. Dovrà rendersi conto di aver sbagliato a giudicarli. |                   |                   |
| 11 | Un visitatore inaspettato 「おもいがけないお客さま」 - omoigakenaio kyaku sama | 18 giugno 1983    | 4 ottobre 1984    |
| 11 | Kevin porta un ospite alla fattoria dei Buttman, un pittore che nota la differenza d'aspetto tra Georgie e i suoi fratelli, dando così ulteriore motivo di preoccupazione alla madre. |                   |                   |
| 12 | La camera separata 「今日から一人部屋」 - kyō kara hitoribeya | 25 giugno 1983    | 6 ottobre 1984    |
| 12 | Ormai Georgie è cresciuta e la madre decide che è arrivato il momento di spostarla in una stanza tutta per lei, anche per timore che l'affetto dei fratelli nei suoi confronti possa cambiare. |                   |                   |
| 13 | Abel è geloso 「アベルがやきもちをやいた!」 - aberu gayakimochiwoyaita ! | 2 luglio 1983     | 9 ottobre 1984    |
| 13 | Abel per la prima volta si accorge di essere geloso di Georgie e a causa di questo picchia due ragazzi della scuola domenicale. |                   |                   |
| 14 | Voglia di crescere 「アベルの決意」 - aberu no ketsui | 9 luglio 1983     | 11 ottobre 1984   |
| 14 | Abel decide che da grande farà il marinaio, nonostante il parere contrario della madre, con la quale ha una discussione. I problemi però vengono accantonati quando tutti insieme devono difendere le pecore della fattoria da un attacco notturno di lupi che provengono dal bosco. |                   |                   |
| 15 | Primi turbamenti 「じゃじゃ馬ベッキィ」 - jaja uma bekkii | 16 luglio 1983    | 13 ottobre 1984   |
| 15 | Sono passati due anni, e Georgie e i suoi fratelli sono ormai degli adolescenti. Durante una cavalcata Abel soccorre Becky, un'aristocratica snob e viziata che per ringraziarlo invita tutti e tre nella sua residenza. La ragazza si invaghisce subito di lui e anche lui ne è attratto, ma lei si accorge del suo eccessivo attaccamento nei confronti di Georgie e fa di tutto pur di tenerli lontani, arrivando persino a rinchiudere Abel in una sala. In seguito Georgie e Arthur riusciranno a liberarlo e a scappare, ma Abel una volta tornato a casa ripensa a Becky come se si fosse preso una cotta per lei. |                   |                   |
| 16 | Il compleanno di Becky 「ベッキィの誕生日」 - bekkii no tanjōbi | 23 luglio 1983    | 16 ottobre 1984   |
| 16 | Becky invita i tre fratelli alla festa per il suo compleanno e si prende gioco di Georgie nel tentativo di screditarla agli occhi di Abel, ma ottiene l'effetto contrario. |                   |                   |
| 17 | Un'amica per Lupp 「ラップのお嫁さん」 - rappu noo yomesan | 30 luglio 1983    | 18 ottobre 1984   |
| 17 | Mentre i tre fratelli lavorano nei campi, Lupp combina guai e così viene sgridato. Quando si allontana trova una compagna nella foresta e sembra non voler tornare da Georgie. Questo fa riflettere Abel e Arthur, che sono innamorati di lei ma non possono rivelarle il loro sentimento. Intanto in Australia arriva il dottor Skiffens, un uomo che vuole rintracciare Georgie. |                   |                   |
| 18 | La bugia di Arthur 「アーサーの嘘」 - asa no uso | 6 agosto 1983     | 20 ottobre 1984   |
| 18 | Il dottor Skiffens è alla ricerca di Georgie, ma Abel e Arthur temono che egli voglia portarla via con sé, e che potrebbe anche trattarsi del suo vero padre, per cui gli dicono di non conoscere la Georgie di cui parla e che la loro sorella non porta alcun braccialetto perché la famiglia non è abbastanza ricca da permetterselo. Tra l'altro quando Arthur rivela ad Abel di essere innamorato di Georgie tanto quanto lui, subisce la sua violenta reazione. |                   |                   |
| 19 | Una difficile decisione 「デザイナーになる？」 - dezaina ninaru ? | 13 agosto 1983    | 23 ottobre 1984   |
| 19 | Andando alla scuola domenicale, Georgie conosce Barbara, una nota stilista, che si affeziona a lei e le propone di adottarla e portarla con sé a Sydney. Diventare stilista è il sogno di Georgie ma all'ultimo momento si rende conto che non potrebbe mai abbandonare i fratelli perché il legame che li unisce è troppo forte. |                   |                   |
| 20 | Il futuro capitano 「さようならオーストラリア」 - sayōnara osutoraria | 20 agosto 1983    | 25 ottobre 1984   |
| 20 | Abel incontra Jessica, che s'innamora di lui, ma per allontanarsi da Georgie il ragazzo decide di imbarcarsi, sperando di dimenticare il suo amore impossibile. |                   |                   |
| 21 | Un incontro imbarazzante 「瞳の色は優しいブルー」 - hitomi no shoku ha yasashii buru | 27 agosto 1983    | 27 ottobre 1984   |
| 21 | Georgie è molto felice: il giorno prima ha ricevuto una lettera di Abel in cui dice che sta per tornare. Mentre sta andando col cavallo nei campi per portare il pranzo ad Arthur, si imbatte in un giovane scivolato in un fiume che si chiama Lowell e dal quale rimane fortemente colpita. Visto che i suoi abiti sono bagnati lo spoglia con l'intenzione di stenderli al sole, ma quando lo vede nudo arrossiscono entrambi e lei scappa via col cavallo. |                   |                   |
| 22 | Bentornato Abel 「お帰りなさいアベル」 - o kaeri nasai aberu | 3 settembre 1983  | 30 ottobre 1984   |
| 22 | Abel ritorna dopo quasi due anni di mare e rivede Georgie, scoprendo che i suoi sentimenti verso di lei non sono cambiati, nonostante abbia conosciuto Jessica, e la madre se ne rende conto. |                   |                   |
| 23 | La nuova ferrovia 「その人の名は…ロエル」 - sono nin no mei ha ... roeru | 10 settembre 1983 | 1º novembre 1984  |
| 23 | È il 26 settembre 1855 e sta venendo inaugurata la linea ferroviaria tra Sydney e Brisbane. Per riuscire a vedere il treno nonostante la folla, Georgie si siede sulle spalle di Abel. Quando il Governatore di Sydney sale sul palco, Georgie vede il nipote Lowell J. Gray e, sospettando che possa essere il ragazzo che era finito nel fiume, urla «Ehi, biondino! Fatti guardare!». Lui si gira e lei lo riconosce, per poi vergognarsi di aver urlato, mentre tutta la folla è girata verso di lei e la guarda male. A questo punto si allontana tutta la famiglia, che così non può assistere alla partenza del treno ma lo vede passare mentre stanno nei prati. Georgie, portata a cavallo da Abel, riesce a raggiungere la carrozza in cui si trova Lowell e gli lancia un mazzo di fiori destinato ad Elisa. |                   |                   |
| 24 | Il primo bacio 「はじめてのキス!」 - hajimeteno kisu ! | 17 settembre 1983 | 3 novembre 1984   |
| 24 | Il premio di un torneo di boomerang è una raccoglitrice per cereali, che Georgie vorrebbe regalare allo zio Kevin, ma essendo il torneo riservato a soli uomini, per partecipare si traveste da ragazzo e si presenta come Joe Buttman. Quando vince, il Governatore gli fa i complimenti e gli vuole dare anche un premio speciale: un bacio dalla Contessina Elisa, futura moglie del nipote Lowell. Georgie però fa scoprire che è una ragazza e spiega che voleva vincere il torneo per regalare il premio a Kevin. Il Governatore la perdona e le fa i complimenti per la sua bravura. A questo punto Elisa propone un bacio da parte di Lowell, così Georgie riceve il suo primo bacio, ma Abel non sopporta la scena e interviene dandogli un pugno in faccia per poi allontanarsi con Georgie. Il Governatore chiede che qualcuno li fermi, ma Lowell ne prende le difese dicendo che è stato lui stesso a sbagliare e non Abel. |                   |                   |
| 25 | Una dolorosa scoperta 「ジョージィの隠された過去の秘密」 - jojii no kakusa reta kako no himitsu | 24 settembre 1983 | 6 novembre 1984   |
| 25 | Lowell ha invitato Georgie al ricevimento nella residenza del Governatore ma non vuole che si senta a disagio e va a trovarla per spiegarglielo. In realtà ne è innamorato e glielo confessa. La signora Buttman intanto rivela ai figli che il vero padre di Georgie era un deportato. |                   |                   |
| 26 | Notte tempestosa 「嵐の夜・愛をうちあけるロエル」 - arashi no yoru . ai wōchiakeru roeru | 1º ottobre 1983   | 8 novembre 1984   |
| 26 | Lowell deve partire per l'Inghilterra ma promette a Georgie che quando tornerà si sposeranno. Abel intanto, dopo la rivelazione della madre, è fuggito ed è andato da Jessica nella speranza che lei riesca a non fargli pensare a Georgie. |                   |                   |
| 27 | Il segreto svelato 「秘密を知った悲しみのジョージィ」 - himitsu wo shitta kanashimi no jojii | 8 ottobre 1983    | 10 novembre 1984  |
| 27 | La madre dei ragazzi, angosciata per la fuga di Abel, caccia Georgie di casa rivelandole che è figlia di un deportato. Lei, scioccata dalla rivelazione, scappa dalla casa sotto la pioggia senza sapere dove andare e scivola sulla riva di un fiume in piena, cadendoci dentro e rischiando di annegare. Arthur le corre dietro e si tuffa per salvarla, poi la porta a casa dello zio Kevin, dove la riscalda col proprio corpo per farla uscire dall'ipotermia. |                   |                   |
| 28 | Rivali in amore 「アベルとアーサー・二つの愛のかたち」 - aberu to asa . futatsu no ai nokatachi | 15 ottobre 1983   | 13 novembre 1984  |
| 28 | Kevin racconta a Georgie tutto ciò che sa riguardo alla sua storia: come fu trovata dal padre e in seguito allevata dai Buttman. Poi parla con Abel e Arthur e li convince a tornare a casa. Georgie invece non sa se tornare a casa o perseguire il suo amore per Lowell. |                   |                   |
| 29 | Il lungo viaggio 「旅立ちの決心をするジョージィ」 - tabidachi no kesshin wosuru jojii | 22 ottobre 1983   | 15 novembre 1984  |
| 29 | Georgie decide di lasciare l'Australia per andare in Inghilterra sia per ritrovare Lowell sia per scoprire le sue origini e così si taglia i capelli e si traveste da maschio per poi recarsi al porto per cercare un imbarco sotto il nome di Joe Buttman. Junior, il cane dello zio Kevin, le corre dietro e le fa capire che vuole partire anche lui, così lei se lo porta con sé. Al porto incontra Catherine Barnes, una bambina di 9 anni che sta per imbarcarsi insieme al padre e che vede Georgie come il suo "principe azzurro". Abel e Arthur, credendo che lei sia ancora a casa di Kevin, tornano lì per riportarla a casa loro, ma Kevin gli fa sapere che ha trovato un suo messaggio in cui comunica che sta per andare in Inghilterra. I due fratelli corrono quindi a casa per prendere i cavalli e raggiungerla. La madre capisce che è tutta colpa sua e inizia ad avere dolori al cuore. |                   |                   |
| 30 | Alla ricerca del passato 「ジョージィを追うアベル、そして母の死」 - jojii wo ō aberu , soshite haha no shi | 29 ottobre 1983   | 17 novembre 1984  |
| 30 | Per Georgie la vita da marinaio è molto dura e faticosa. Abel e Arthur arrivano al porto ma scoprono che la sua nave è già partita, per cui Abel decide di prenderne un'altra, mentre Arthur ritorna a casa perché non se la sente di abbandonare la madre. Tuttavia quando la raggiunge la vede morire di crepacuore per aver perso i suoi figli. A questo punto, dopo il funerale, decide di partire anche lui per l'Inghilterra perché vuole far sapere ai fratelli che la madre è morta. L'anno è il 1863. |                   |                   |
| 31 | Da mozzo a cameriere 「ちりぢりになってイギリスに向かう3人」 - chiridirininatte igirisu ni muka u 3 nin | 12 novembre 1983  | 20 novembre 1984  |
| 31 | Catherine fa sapere a Georgie che di notte qualcuno le ha rubato un ciondolo e una bottiglia di brandy di suo padre. Il ladro è il Capitano Kenny, che mentre si ubriaca di nascosto fa bere il brandy anche a Junior, il cane di Georgie. Abel intanto, a bordo di un'altra nave, si imbatte in Deegeery Doo, un pappagallo che ripete tutte le parole che sente dire dalla gente. Quando Georgie va a cercare Junior in giro per la sua nave, scopre che si è ubriacato insieme a Kenny, così rimprovera entrambi. Subito dopo i marinai scoprono che Catherine è caduta in mare, e l'unica persona che ha il coraggio di tuffarsi è Georgie, che riesce a salvarla ma viene ferita dagli squali al ginocchio sinistro. Il medico di bordo che le fascia la ferita è il dottor Skiffens, che si accorge del braccialetto che porta. Il Comandante della nave capisce che con quella ferita non può tornare a fare il mozzo e così la nomina cameriere. |                   |                   |
| 32 | Tre navi, tre sogni 「船員ジョージィと夢見る少女キャサリン」 - sen'in jojii to yumemi ru shōjo kyasarin | 19 novembre 1983  | 22 novembre 1984  |
| 32 | Il Capitano Kenny vuole trovare un modo per eliminare Georgie, mentre il dottor Skiffens le chiede con aggressività come fa ad avere al polso il braccialetto, visto che apparteneva ad una ragazza. Lowell intanto pensa a Georgie e medita di rompere il fidanzamento con Elisa una volta che sarà giunto in Inghilterra. Infine Abel riesce a far imparare al pappagallo il nome "Georgie". |                   |                   |
| 33 | Una terribile trappola 「ジョージィにかけられた恐ろしいワナ」 - jojii nikakerareta osoro shii wana | 26 novembre 1983  | 24 novembre 1984  |
| 33 | Il dottor Skiffens chiede di nuovo a Georgie se sa qualcosa sulla ragazza che sta cercando, ma lei nega di nuovo di sapere qualcosa. Nel frattempo Lowell ed Elisa sono sbarcati a Londra ma lui sviene per un malore. Il Comandante affida a Georgie il compito di indagare su altri furti che sono avvenuti sulla nave, ma quando lo fa sapere a Kenny lui le prepara una tazza di tè con del veleno. Mentre lei si prende una pausa il dottor Skiffens la raggiunge di nuovo e lei gli offre il tè senza averlo ancora bevuto. Skiffens ricomincia a chiederle del braccialetto e stavolta lei gli rivela di essere proprio la Georgie che lui sta cercando, una ragazza bionda di 14 anni. Purtroppo a quel punto il dottore si sente male e prima di morire fa in tempo a dirle solo che suo padre è a Londra. Kenny cerca allora un altro modo per eliminarla, e decide di farla passare per una ladra nascondendo nella sua branda una borsa che ha trovato nell'alloggio del dottore. Successivamente la trascina per i capelli per buttarla nel mare ma strappandole la camicia viene scoperto che in realtà è una ragazza. A quel punto tutti si rendono conto che non può essere un'assassina, ma Kenny dice che è comunque una ladra perché ha rubato la borsa del dottore per impadronirsi di un pettine d'argento in essa contenuto. Il pettine viene effettivamente trovato, e Kenny lo mostra a tutti, ma Georgie gli chiede come faceva a sapere di tale pettine, visto che la borsa non era mai stata aperta prima. Kenny allora si sente smascherato e scappa via, perdendo anche un sacchetto che contiene tutti gli oggetti che nel corso del tempo sono stati rubati, dopo di che cade in mare. Il Comandante fa sapere ai passeggeri che i tentativi di ripescarlo sono falliti. Il giorno dopo la nave arriva a Londra. |                   |                   |
| 34 | Finalmente a Londra 「再会する二人～ジョージィとロエル～」 - saikai suru futari ~ jojii to roeru ~ | 3 dicembre 1983   | 27 novembre 1984  |
| 34 | Finalmente Georgie arriva a Londra, dove i Barnes, genitori della piccola Catherine, la ospitano a casa loro accogliendola come se fosse un'altra figlia. Georgie chiede dove sia la casa di Lowell e loro il giorno dopo la portano là, se non che quando chiedono di Lowell l'uomo che ha aperto il cancello scuote la testa in silenzio e se ne va. Lowell è malato. Georgie decide allora di scavalcare le mura e avvicinarsi alla casa attraverso il giardino. Quando tre cani iniziano ad abbaiare ed inseguirla, Lowell esce in vestaglia per vedere chi c'è e scopre che Georgie è nascosta dietro un albero. Il suo vestito è rimasto strappato e lei se ne vergogna, ma lui l'abbraccia lo stesso e la accoglie in casa, dove si baciano. |                   |                   |
| 35 | Il sogno della nonna 「おばあちゃんの夢とロエルの涙」 - obaachanno yume to roeru no namida | 10 dicembre 1983  | 29 novembre 1984  |
| 35 | La nave presa da Abel arriva al porto e lui dice al pappagallo di andare alla ricerca di Georgie. Lowell le promette che per sposarla romperà il fidanzamento con Elisa, ragazza che lui non ha mai amato, e poi comunicherà la sua decisione alla nonna, che è la vera persona che lo ha cresciuto, in quanto i genitori si sono sposati non per amore ma per interesse, e di conseguenza non si sono mai presi cura di lui. Ma quando la nonna fa ritorno a casa in compagnia di Elisa, Lowell chiede a Georgie di nascondersi e non riesce a confidarsi con la nonna perché è molto demoralizzata a causa di un ricevimento dalla Contessa Windemer, durante il quale Lady Savoy si è lamentata della presenza di una borghese, quale è e resterà la nonna fino a quando Lowell non sposerà Elisa. Elisa stessa cerca di rincuorarla, dicendole che presto il suo sogno di diventare parte dell'aristocrazia verrà esaudito. Nel giardino Lowell dice a Georgie che, nel peggiore dei casi, si sposeranno tra sei mesi e se ne andranno via da Londra. |                   |                   |
| 36 | Preparativi di nozze 「ジョージィを見つけたアベル!」 - jojii wo mitsu keta aberu ! | 17 dicembre 1983  | 1º dicembre 1984  |
| 36 | Dopo 10 giorni di ricerche, Abel viene a sapere che Georgie è ospite del Visconte Barnes. In giardino Georgie vede il pappagallo e poi scopre Abel al di là delle mura, così salta verso di lui per abbracciarlo. Lui le dice subito che la vuole sposare, e lei esita molto per fargli sapere che è già innamorata di un altro. Intanto il Duca Dangering, su una carrozza, incarica il Visconte di organizzare le nozze di sua nipote Elisa con Lowell, e quando fanno ingresso nella casa, Georgie ed Elisa si ritrovano l'una di fronte all'altra, e quest'ultima cerca di far sfigurare Georgie agli occhi del Visconte, nonché dirgli di iniziare a fare la lista degli invitati al suo matrimonio con Lowell. Questa notizia fa iniziare uno scontro che coinvolge Georgie, Elisa e il Duca Dangering, e che vede Georgie scappare disperata alla ricerca di Lowell. |                   |                   |
| 37 | Delusioni per Elisa 「ジョージィとの結婚に反対するアベル」 - jojii tono kekkon ni hantai suru aberu | 24 dicembre 1983  | 4 dicembre 1984   |
| 37 | Abel spiega a Georgie le ragioni per le quali è contrario al suo matrimonio con Lowell, il quale si presenta a casa dei Barnes per dire sia al Duca che ad Elisa che vuole rompere il fidanzamento perché non è innamorato di lei, e che al ballo reale come fidanzata vuole presentare Georgie. Quando se ne va portandosela dietro, il Duca si accorge del braccialetto e decide che deve indagare. In carrozza Lowell promette a Georgie che non appena saranno sposati lasceranno Londra per andare a vivere a Longwood, il luogo in cui lui ha passato la sua infanzia. Ad un certo punto la carrozza giunge davanti ad un mercato che attira la curiosità di Georgie, tanto che vuole visitarlo. Nel frattempo il Duca, fatto ritorno a casa, va nei sotterranei per vedere Arthur, che si trova imprigionato e sotto la sorveglianza di Arwin, il figlio del Duca. |                   |                   |
| 38 | Due nuovi amici 「忍びよるダンゲリング公爵の魔の手」 - shinobi yoru dangeringu kōshaku no ma no te | 7 gennaio 1984    | 6 dicembre 1984   |
| 38 | Vicino al mercato sta venendo festeggiato il matrimonio tra Emma e Dick, che appena notano Georgie la invitano ad unirsi al ballo, ma dopo un po' devono andarsene perché Lowell non sta bene. Intanto due uomini di Dangering si imbattono in Abel e, scambiandolo per un certo Cain, cercano di ucciderlo, ma lui riesce a cavarsela, procurandosi solo alcune ferite e convincedoli di non essere Cain. Quando Georgie fa ritorno a casa dei Barnes sente il Visconte dire alla sua famiglia che Dangering è potente e potrebbe far del male sia a loro che a Georgie. Per ricevere assistenza Abel viene portato da Joy nella sede di Allen, un progettista di navi (Joy è una bambina che vende scatole di fiammiferi e che Abel ha incontrato per strada diversi giorni prima, mentre era alla ricerca di Georgie). Visto che anche Arthur è a Londra, Abel ha paura che anche suo fratello potrebbe essere scambiato per Cain e venir ucciso. Di sera Georgie si allontana dalla casa dei Barnes, dopo aver legato al collo di Junior una lettera in cui fa sapere che vorrebbe trovare una sistemazione presso il quartiere in cui ha conosciuto Emma e Dick. Mentre fa una sosta su un ponte vede passare una carrozza dentro la quale c'è Arthur. |                   |                   |
| 39 | Al ballo reale 「王室舞踏会は危険がいっぱい!」 - ōshitsu butōkai ha kiken gaippai ! | 14 gennaio 1984   | 8 dicembre 1984   |
| 39 | Georgie chiede ad un oste se sa dove vivono Emma e Dick, visto che vuole andarli a trovare, e non appena li trova racconta la sua storia, così loro decidono di ospitarla fino a quando ne avrà bisogno. Il giorno dopo il Duca Dangering convoca Elisa a casa sua per dirle che un esperto ha analizzato lo stemma presente sul braccialetto di Georgie e ha scoperto che la ragazza è figlia di un esiliato. Il ballo si tiene presso la residenza del Duca stesso ed è presente tutta la nobiltà, incluso Cain, anche se tenuto sotto sorveglianza, e Lowell si presenta insieme a Georgie. Quando un cameriere gli offre un drink gli dice che per ordine del Duca non lo può offrire a Georgie, così Lowell decide di andare a parlargli, chiedendo a Georgie di aspettare lì. Lei allora esce subito sul terrazzo e vede Arthur, che però non apre bocca e viene chiamato (col nome Cain Dangering) nella sala da ballo, in cui è atteso da Maria, la figlia di Dangering. Quando rientra anche Georgie, Elisa inizia a farla sfigurare davanti alle sue amiche. Intanto il Duca fa sapere a Lowell che Georgie è la figlia dell'autore del tentato assassinio della regina, dopo di che lo porta senza preavviso davanti alla regina stessa, che gli fa gli auguri per il futuro matrimonio con Elisa. |                   |                   |
| 40 | Di nuovo in viaggio 「脱出するロエルとジョージィ」 - dasshutsu suru roeru to jojii | 21 gennaio 1984   | 11 dicembre 1984  |
| 40 | Privatamente Lowell accusa il Duca di avergli teso una trappola portandolo dalla regina. Intanto nella sala da ballo Elisa vuole che Georgie se ne vada, così le rivela quello che il Duca ha scoperto sul suo braccialetto, e così Georgie finalmente viene a sapere chi è suo padre: il Conte Fritz Gerald. Il Duca chiede a Lowell se si rende conto delle conseguenze che ci sarebbero per lui se si diffondesse la notizia che Georgie è figlia di un esiliato, così lui prende la decisione di andarsene via da Londra insieme a lei. Mentre scappano decidono di rifugiarsi da Emma e Dick per non farsi trovare, ma Georgie si ricorda di aver inviato ai Barnes una lettera per far sapere il loro indirizzo, così si reca da Abel per chiedergli di recuperarla. Lui però, nel recarsi dai Barnes, scopre che il Duca e i suoi uomini lo hanno preceduto, e quando torna da Georgie per avvisarla devono scappare subito perché sono già inseguiti. Abel si avvicina di nascosto alla carrozza del Duca e lo sente dare ordine ai suoi uomini di trovare Lowell e poi uccidere sia Georgie che il Conte Gerald, oltre che minacciare Arthur se provasse ad aprire bocca. Lowell e Georgie in carrozza passano davanti a quella che era la casa dei suoi veri genitori, ma non hanno tempo per vederne anche l'interno, dove in quel momento sosta anche il padre. |                   |                   |
| 41 | La forza della speranza 「大切な腕輪を売るジョージィ」 - taisetsu na udewa wo uru jojii | 28 gennaio 1984   | 13 dicembre 1984  |
| 41 | Abel è sempre più convinto che Cain in realtà sia Arthur e perciò vuole sapere dove alloggia. Si impadronisce allora di un cavallo per seguire la carrozza. Quando Arthur esce e si avvia verso l'entrata della casa, Abel tenta di afferrarlo al volo mentre galoppa sul cavallo, ma Arwin lo blocca per impedirgli di scappare. Intanto Georgie e Lowell vengono abbandonati dal cocchiere per la strada e sotto la pioggia perché non hanno più denaro per continuare a viaggiare, e vanno a proteggersi in una casetta abbandonata. Il giorno dopo giungono in un paesino e lì, per procurarsi denaro, Georgie decide di vendere il suo braccialetto, ottenendo però solo 9 sterline per un imbroglio del gioielliere. Subito dopo vanno ad affittare un appartamentino, e mentre Lowell riposa nel letto Georgie va a fare la spesa. Quando ritorna gli dice di essere stata assunta come sarta in un laboratorio, ma subito dopo le condizioni di salute di Lowell peggiorano gravemente. |                   |                   |
| 42 | La prigionia di Arthur 「ロエルのために必死に働くジョージィ」 - roeru notameni hisshi ni hataraku jojii | 4 febbraio 1984   | 15 dicembre 1984  |
| 42 | Il dottore fa sapere a Georgie che a Lowell serve un intervento chirurgico, senza il quale gli resterà un solo mese di vita. Lei allora inizia a lavorare più che può per mettere da parte soldi. Intanto il Conte Gerald fa sapere al Conte Wilson che il suo esilio è durato 12 anni, ma che ormai gli interessa solo rintracciare la sua famiglia invece di trovare il modo di dimostrare che il vero attentatore alla regina fu il Duca Dangering. Abel poi tenta di nuovo di liberare Arthur, ma fallisce anche stavolta e sempre a causa di Arwin. Quando il dottore dice a Georgie che l'intervento è molto più costoso di quanto lei creda e serve un famoso chirurgo di Londra, lei capisce che non se lo può permettere e così decide di rinunciare al suo amore per lui per riportarlo da Elisa, che invece può farlo operare. Wilson mostra al Conte Gerald un braccialetto che gli è stato dato da un gioielliere di un paesino vicino a Londra, e Gerald si accorge che è il braccialetto che apparteneva a sua moglie Sophie. |                   |                   |
| 43 | Un amore impossibile 「さよなら愛しいロエル」 - sayonara itoshii roeru | 11 febbraio 1984  | 18 dicembre 1984  |
| 43 | Georgie fa credere a Lowell che stanno partendo per trovare un posto con un clima più caldo, ma mentre fanno un brindisi gli fa bere un sonnifero per addormentarlo e riportarlo invece a Londra da Elisa. Wilson racconta a Gerald che il gioielliere ha ricevuto il braccialetto da una ragazza sui 14-15 anni, bionda e con gli occhi verdi, il che corrisponde alla descrizione di Georgie e convince Gerald ad andare alla sua ricerca. Davanti alla casa di Elisa, Georgie chiede al cocchiere di avvisare i padroni che è arrivato Lowell (che è addormentato nella carrozza), e poi si nasconde per non farsi vedere. Il giorno dopo racconta tutta la storia ad Abel, il quale conferma che Cain in realtà sia Arthur, che si trova imprigionato da Dangering per aver scoperto sulla nave il suo contrabbando di lingotti d'oro. Arwin gli confida che è solo una parte di un piano molto più ambizioso, ossia uccidere la regina, il che fa scoprire ad Arthur che il Conte Gerald è innocente. |                   |                   |
| 44 | Arthur in pericolo 「父にめぐり会うジョージィ」 - chichi nimeguri au jojii | 18 febbraio 1984  | 20 dicembre 1984  |
| 44 | Diverse settimane dopo Georgie trova notizie di Lowell su un giornale: è stato operato ed è uscito dall'ospedale. Abel fa avere ad Arthur una lettera tramite il pappagallo: gli comunica che lo vuole liberare. Il Duca Dangering ha saputo che il Conte Gerald è tornato a Londra, per cui chiede ai suoi uomini di cercarlo e ucciderlo. Gerald è alla ricerca di Georgie e non vuole rinunciare. Mentre Georgie lavora da Emma, Abel le fa sapere che ha ricevuto una lettera da Arthur, il quale fa sapere ai fratelli che la madre è morta e che il Conte Gerald è innocente. Subito dopo Arwin scopre che in bagno Arthur si è tagliato il polso sinistro con un rasoio, e così il Duca gli ordina di rinchiuderlo di nuovo nei sotterranei per impedirgli di provarci di nuovo. Intanto Georgie e Abel si aggirano nei dintorni della casa del Duca nel tentativo di liberarlo, e contemporaneamente gli uomini del Duca avvistano due uomini che scappano, e quando scoprono che è Gerald iniziano a corrergli dietro. Georgie e Abel si accorgono della scena e decidono di aiutare i due a scappare: li raggiungono quando si trovano davanti all'ufficio dove lavora Abel, così si nascondono tutti li dentro. Quando Gerald recupera il braccialetto, che gli è caduto per strada, tra lui e Georgie inizia uno scambio di informazioni che li porta a scoprire che sono padre e figlia, e così finalmente il loro sogno si avvera e si abbracciano. |                   |                   |
| 45 | Finalmente insieme 「心はブーメランのように」 - kokoroha bumeran noyōni | 25 febbraio 1984  | 22 dicembre 1984  |
| 45 | Abel fa sapere al Conte Gerald che Arthur sa che il Duca Dangering è colpevole di tradimento e tentato omicidio, il che potrebbe permettere a Gerald di venir scagionato, se Arthur potesse testimoniare. Gerald infatti non ha mai potuto dimostrare la sua innocenza per mancanza di prove contro Dangering. Per liberare Arthur, Georgie pensa ad un aiuto da parte di Maria, che accetta e così dà un sonnifero alla guardia che sorveglia la cella di Arthur per rendere possibile l'inizio della liberazione, la quale va a buon fine, anche se costa la vita di Arwin, che muore cadendo dal cavallo mentre insegue la carrozza con a bordo Arthur, Abel, Georgie, Gerald e Wilson. Grazie a questa liberazione il Duca Dangering viene arrestato e il casato dei Gerald viene riabilitato, tanto che Georgie diventa Contessina. Ad una festa di ballo si presentano anche Lowell ed Elisa, ma ora lei è malvista in quanto parente di Dangering, e Lowell, per quanto guarito, è ubriaco e sfigura davanti a tutti i presenti. Sul terrazzo Georgie gli comunica privatamente che lo ha lasciato soltanto per salvargli la vita, e che è giusto che lui resti con Elisa, per tutto quello che lei ha fatto per lui. Finito il ballo, mentre Georgie e suo padre tornano a casa in carrozza lei gli comunica che desidera tornare a vivere in Australia, perché non potrebbe mai vivere lontano dalla fattoria e dai luoghi in cui è cresciuta insieme ad Abel e Arthur. |                   |                   |